# Ольга Валер'янівна Палій
Ольга Валер'янівна Палій, Карнович або фон Пістолькорс (2 (14) грудня 1865, Санкт-Петербург — 2 листопада 1929, Париж) — дворянка, друга (морганатична) дружина князя Павла Олександровича. 
З 1904 року отримала баварський титул графині фон Гогенфельзен, з 28 серпня 1915 року отримала від російського імператора титул князів Палій. Походила з українського козацького шляхетського роду Карновичів.

## Біографія
Дочка дійсного статського радника Валер'яна Гавриловича Карнович (1823—1891) і Ольги Василівни, до шлюбу Мессарош (1830—1919). Походила зі старовинного українського шляхетського роду.
1884 року стала дружиною генерал-майора Еріка Августовича фон Пістолькорс (13.11.1853—08.11.1935).
В першому шлюбі народила 4 дітей:
- Олександр фон Пістолькорс (06(18).06.1885, Теріокі, Виборзька губернія — 08.09.1941, Брест, Франція), у шлюбі з 1908 р. з Олександрою Танеєвою, сестрою Анни Вирубової;
- Ольга (1886—1887), померла в дитинстві;
- Ольга (1888—1963), в 1-му шлюбі графиня Крейц, в 2-му княгиня Кудашєва;
- Мар'яна (30.06(12.07).1890—1976), в 1-му шлюбі з Петром Дурново (1883—1945), в 2-му з штабс-ротмістром л.-гв. Конного полку І. Дерфельденом, в 3-му в 1917—30 з графом Миколою Зарнекау.

Молодша дочка, Мар'яна, імовірно входила в компанію князя Фелікса Юсупова під час вбивства Григорія Распутіна.
Її чоловік був штабс-генералом й служив при дворі великого князя Павла. Ольга фон Пістолькорс стала коханкою князя Павла, від якого в 1897 році народила сина Володимира. Зрештою це призвело до розлучення з чоловіком у 1901 році. 
Князь Павло Олександрович не отримав дозволу царя Миколи II на шлюб з Ольгою і 10 жовтня 1902 року обвінчався з нею в Ліворно (Італія), після чого подружжя залишилося жити в Європі. 
1904 року баварський принц-регент Луїтпольд дарував Ользі Пістолькорс, її синові Володимиру і новонародженій дочці Ірині (1903-1990) титул графів фон Гогенфельзен. 
1908 р. цар Микола II дозволив всій родині повернутися в Росію, а 1915 р. наданий графині Гогенфельзен і вже трьом її дітям від великого князя князівський титул під прізвищем Палій (Палѣй). Український рід Палій, відомий в історії Запорізької Січі та Гетьманщини, перебував у родинних стосунках з Карновичами.
Діти від другого шлюбу:
- Князь Володимир Павлович Палій (1896-1918) - Військовий. Поет. Убитий більшовиками під Алапаєвськом.
- княжна Ірина Павлівна Палій (1903-1990) - одружена з князем Федором Олександровичем (сином князя Олександра Михайловича). Син Михайло.
- княжна Наталі Палій (1905-1981) - французька модель та акторка. Бездітна.

1911 р. в Царському Селі розпочалося будівництво палацу для княгині та її чоловіка за проектом архітектора Карла Шмідта. Будівлю, відому нині як палац Ольги Палѣй, було закінчено в 1914 році.
Під час Першої світової війни займалася благодійністю, будучи, зокрема, Головою Ради Всеросійського товариства допомоги військовополоненим (1915-1917).
Ольга Палій жила у власному палаці в Царському Селі до січня 1919 року. У 1918 році на першому поверсі палацу було влаштовано музей, і екскурсії по ньому (двічі на тиждень) проводила сама колишня хазяйка.
Переживши арешт і страту чоловіка і сина, вона, як і дві її дочки, емігрувала до Фінляндії, пізніше влаштувалася в Парижі. Опублікувала книгу спогадів про життя в Росії в 1916—1919 рр. (фр. Souvenirs de Russie).
Померла у Парижі 2 листопада 1929 року, у віці 64 років.

## Твори
- Спогади про Росію: З додатком листів, щоденника й віршів її сина Володимира / Пер. с фр. Е. Л. Кассировой. М., 2005.
- Мои воспоминания о русской революции // Революция и Гражданская война в описаниях белогвардейцев. М.; Л., 1925.
- «Это уже не обыск, а грабеж»: Лист княгині О. В. Палій В. Д. Бонч-Бруєвичу. Листопад 1917 г. // Исторический архив. 2003. № 2.